# 프란티셰크 코우베크
프란티셰크 코우베크(체코어: František Koubek, 1969년 11월 16일 ~ )는 체코 출신의 전 축구 선수이다. K리그에서 등록명은 쿠벡을 사용하였으며 공격수로 활약하였다.

## 클럽 경력
안양 LG 치타스 (현 FC 서울)에 2000년 7월 히카르도와 같이 입단하여 2000 시즌 한 시즌 동안 시즌 통산 33경기 9득점-0도움 (정규리그 23경기 7득점-0도움 / 리그컵 10경기 2득점-0도움)의 기록을 남겼다.